# 698 Ernestina
A 698 Ernestina (ideiglenes jelöléssel 1910 JX) a Naprendszer kisbolygóövében található aszteroida. Joseph Helffrich fedezte fel 1910. március 5-én.